# Miroslav Chráska
Miroslav Chráska (1942 – 23. července 2025) byl český výzkumník pedagogiky a vysokoškolský učitel.

## Život
Narodil se v roce 1942. V roce 1961 začal studovat učitelství fyziky a chemie pro druhý stupeň základní školy na Pedagogické fakultě Univerzity Palackého (PdF UP), absolvoval a získal titul Mgr. V roce 1976 získal titul doktora filozofie na Pedagogické fakultě Masarykovy univerzity (tehdy PdF UJEP) v oboru teorie vyučování fyziky. V roce 1983 absolvoval studium vysokoškolské pedagogiky na Filozofické fakultě Univerzity Palackého (FF UP), v roce 1986 získal na téže fakultě v oboru pedagogika titul kandidáta věd a v roce 1994 se v oboru pedagogika habilitoval na PdF UP. V roce 2001 se stal profesorem pedagogiky, když jím byl jmenován na Pedagogické fakultě Univerzity Mateja Bela v Banskej Bystrici.
V letech 1994 až 2011 působil jako člen vědecké rady PdF UP a v letech 2005 až 2010 byl členem vědecké rady celé Univerzity Palackého. V letech 1996 až 2002 působil jako předseda České asociace pedagogického výzkumu. V rámci své odborné činnosti se zabýval didaktikou, metodologií pedagogiky (zejména kvantitativním výzkumem)
Miroslav Chráska zemřel v červenci 2025. Poslední rozloučení proběhlo na začátku srpna 2025 v Prostějově.

## Výběr publikací
- Didaktické testy (1999)
- Úvod do výzkumu v pedagogice (2003)
- Hypotézy a jejich ověřování v klasických pedagogických výzkumech (2005)
- Metody pedagogického výzkumu (2007)
- Kvantitativní metody sběru dat v pedagogických výzkumech (2015)